# Nebbia in Valpadana (brano musicale)
Nebbia in Valpadana è un brano musicale scritto da Cochi Ponzoni e  Renato Pozzetto per il testo e da Enzo Jannacci per la musica, edito dalle Edizioni musicali Alto Verbano e interpretato da Cochi e Renato. Fu ideato come sigla d'apertura dell'omonima serie televisiva.
Il brano è contenuto nell'album ...Le canzoni intelligenti, pubblicato nel 2000, e nella raccolta E la vita l'è bela del 2020.
Il testo, nello stile del duo Cochi e Renato, gioca con ironia sui vizi e le virtù della Milano degli anni '80 e '90.